# 大衛·奧哈拉
大衛·奧哈拉（David Patrick O'Hara，1965年7月9日—）是英國蘇格蘭的一位演員。奧哈拉出生在格拉斯哥，出演過眾多電影和電視劇。

## 外部連結
- 大衛·奧哈拉在互联网电影资料库（IMDb）上的資料（英文）